# Distrito de Karnal
Karnal (en hindi; करनाल जिला ) es un distrito del Estado de Haryana, en la India. Según el censo de 2011, tiene una población de 1.505.324 habitantes.
Comprende una superficie de 2 520 km².
El centro administrativo es la ciudad de Karnal.